# Elinor Dashwood
Elinor Dashwood è un personaggio immaginario, protagonista di Ragione e sentimento insieme alla sorella Marianne.

## Caratteristiche
Nell'economia del romanzo, in cui Jane Austen si propone di analizzare il conflitto tra Ragione e Sentimento, razionalità ed emotività, la diciannovenne Elinor, una giovane donna riservata, pratica e ponderata, rappresenta la razionalità, in confronto con la sorella Marianne, più sensibile ed emotiva. Per lei, la Austen prende spunto dalla sorella Cassandra Austen.
Vista la sua impossibilità di sposare l'uomo che ama, Elinor non si crogiola nel dolore come la sorella e governa bene i suoi sentimenti, in modo tale da poter trattare con gentilezza persino persone che sua sorella Marianne avrebbe trovato repellenti (come le sorelle Steele). È la prima ad affezionarsi al Colonnello Brandon e prova compassione per l'amore senza speranza che egli prova per Marianne.

## Storia personale
Grazie alla sua ponderatezza e razionalità, Elinor è considerata una consigliera dalla sua stessa madre, il cui giudizio è spesso offuscato da diverse fantasie romantiche. La signora Dashwood è molto affezionata ad Elinor, ma tende di più a preoccuparsi per la sensibile e vulnerabile Marianne. 
Dopo la morte del signor Dashwood, il figlio di primo letto, John, e la sua egoista ed avida moglie, Fanny, ereditano l'intera tenuta di famiglia, e non rispettano la promessa fatta in letto di morte al padre lasciando le tre sorelle e la madre in uno stato di quasi povertà.
È a causa di questa discesa sociale che Elinor, innamoratasi di Edward Ferrars, il fratello della cognata Fanny, non spera di potersi sposare con lui. Inoltre viene a sapere che Edward era segretamente fidanzato con una ragazza "maleducata e piuttosto ignorante", Lucy Steele, con cui si era legato quando era giovane, ma per cui aveva aspettato a causa delle ingerenze della signora Ferrars, che minacciava di diseredarlo se non avesse sposato una ricca ereditiera.
A risolvere la situazione è proprio il fidanzamento di Edward con la signorina Steele: il ragazzo viene diseredato e Lucy sposerà suo fratello Robert, ora che quest'ultimo erediterà la fortuna della signora Ferrars. La notizia che giunge alle sorelle Dashwood è che "la signorina Steele ha sposato il signor Ferrars", e per la prima volta Elinor dimostra la sua delusione (che rimane molto più calma però in confronto alla violenta reazione di Marianne). A questo punto, la signora Dashwood si rende conto di quanto i sentimenti della figlia maggiore siano forti e sente dispiacere per non aver avuto cura di essi.
Tuttavia, il giorno dopo Edward fa visita alle Dashwood, rivelando l'equivoco e spiegando che era rimasto "intrappolato nel fidanzamento con Lucy", una donna che da tempo aveva smesso di amare; più tardi le chiede di sposarlo ed Elinor accetta.
In seguito, la signora Ferrars si riconcilia con il figlio maggiore (consigliato da Elinor stessa), dandogli una rendita di 10.000 sterline. Con questa nuova rendita, Elinor e Edward vanno a vivere nella canonica che il colonnello Brandon aveva inizialmente offerto al ragazzo come posto come stare finché non avesse trovato di meglio e poi ristrutturata per poter ospitare una famiglia.